# Склероз
Склеро́з (др.-греч. sklērōsis — букв. затвердевание) — замена функциональной ткани органов плотной соединительной тканью. Склероз не является самостоятельным заболеванием, а служит проявлением другого основного заболевания.
Причинами склероза могут быть разнообразные процессы: воспаление, расстройства кровообращения, нарушения обмена веществ, возрастные изменения.
В условиях патологии склеротические изменения развиваются в стенках кровеносных сосудов (атеросклероз), в сердце (кардиосклероз), почках (нефросклероз), лёгких (пневмосклероз), костях (остеосклероз, мелореостоз), других органах и тканях.
Поскольку центральная нервная система построена целиком из нейроэктодермы, в ней отсутствуют элементы соединительной ткани (кроме базальной мембраны сосудов), поэтому в невропатологии склерозом вследствие исторически сложившихся традиций называют также глиоз — глия замещает погибшую нервную ткань (например, лобарный склероз). В разговорной речи «склерозом» часто называют нарушение памяти, как правило, связывая это с пожилым возрастом. Вероятно, такое значение слова произошло от понятия «атеросклероз сосудов головного мозга» — медицинского состояния, характерного для пожилых людей вследствие возрастных изменений.
Выделяют первичный (диффузный, гипоксический) и вторичный (заместительный, постнекротический) склероз.
Примерами склероза являются:
- Рассеянный склероз
- Атеросклероз
- Боковой амиотрофический склероз
- Отосклероз
- Цирроз
- Идиопатический фиброзирующий альвеолит
- Склеродерма
- Мелореостоз
- Туберозный склероз
- Лобарный склероз, в настоящее время называемый болезнью Пика[2].
- Инкапсуляция